# LEG – Adler und Pfeil
Der Adler war die erste Lokomotive, die kommerziell erfolgreich im Personenverkehr und später auch im Güterverkehr in Deutschland fuhr. Er und seine Schwestermaschine Pfeil wurden als Dampfwagen geführt. Das Eisenbahnfahrzeug wurde 1835 von der 1823 gegründeten Firma Robert Stephenson and Company im englischen Newcastle konstruiert und gebaut und an die Königlich privilegierte Ludwigs-Eisenbahn-Gesellschaft in Nürnberg (LEG) für den Betrieb auf ihrer Strecke zwischen Nürnberg und Fürth geliefert. Die offizielle Eröffnungsfahrt der Bahn fand, nach mehrmaliger Terminverschiebung (als erster Termin war der Geburtstag Ludwigs I. am 25. August geplant, ein weiterer am 24. November), schließlich am 7. Dezember 1835 statt. Der reguläre Betrieb wurde am 8. Dezember 1835 aufgenommen. Der Adler war eine Dampflokomotive der Bauart Patentee mit der Achsfolge 1A1 (Whyte-Notation: 2-2-2) und mit einem Schlepptender der Bauart 2 T 2 ausgestattet.

## Geschichte

### Frühere deutsche Lokomotiven
Der Adler gilt häufig als die erste Lokomotive einer Eisenbahn auf deutschem Boden. Allerdings wurde bereits 1816 von der Königlich Preußischen Eisengießerei zu Berlin ein betriebsfähiger Dampfwagen konstruiert. Die sogenannte Krigar-Lokomotive zog bei einer Probefahrt einen mit 8000 Pfund beladenen Wagen. Das Fahrzeug kam jedoch nicht zu einem kommerziellen Einsatz. Der Adler war zweifellos die erste erfolgreiche Lokomotive in Deutschland, die regelmäßig eingesetzt wurde.

### Entstehung

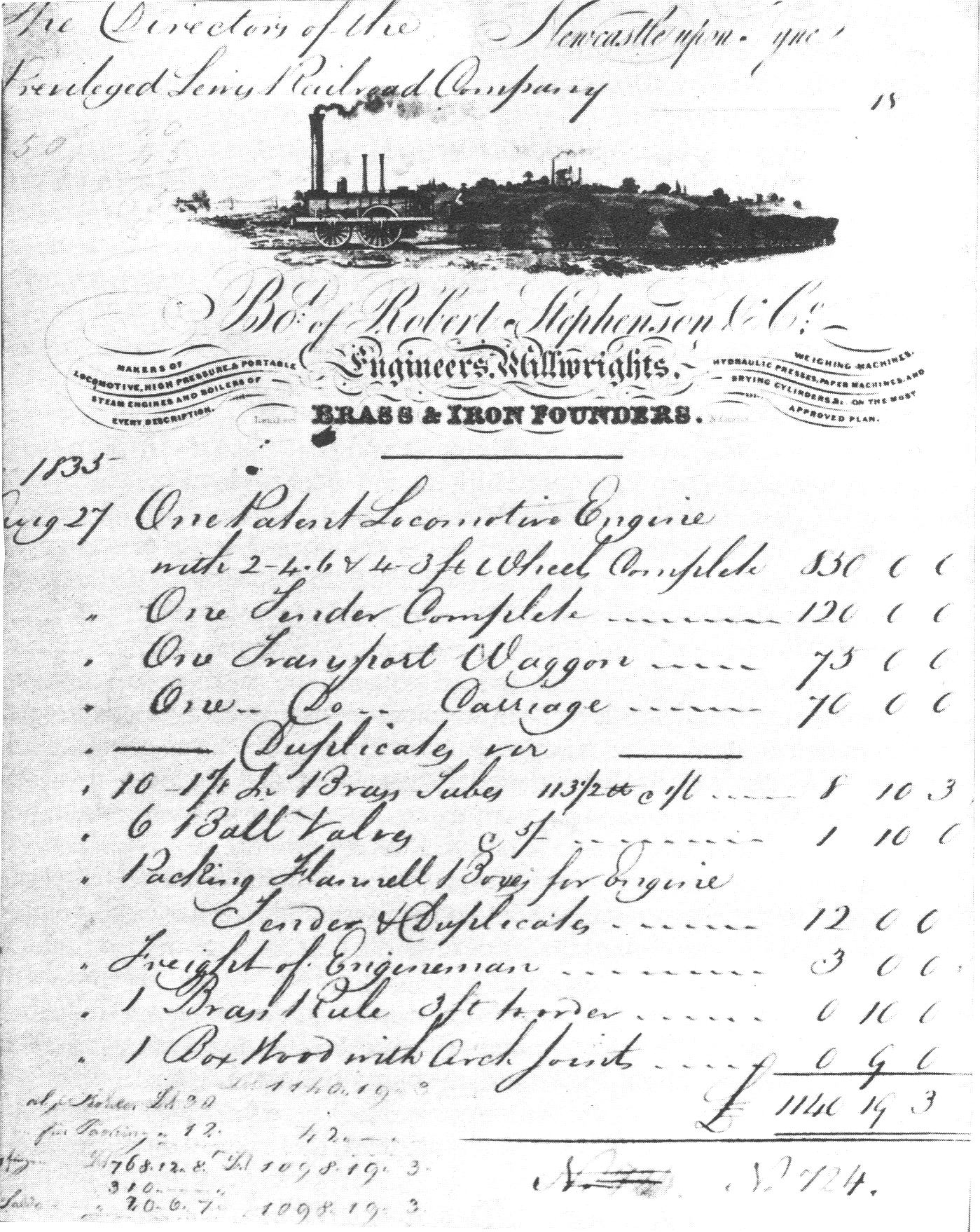
Rechnung für den Adler, am 27. August 1835 ausgestellt von der Lokomotivfabrik Robert Stephenson and Company

Als während der Konstruktion der von Georg Zacharias Platner gegründeten Ludwigsbahn eine geeignete Lokomotive gesucht wurde, ging die erste Anfrage über die Londoner Firma Suse und Libeth an die Lokomotivfabrik von Stephenson und an Braithwaite & Ericsson in England. Die Lokomotive sollte in der Lage sein, ein Gewicht von zehn Tonnen zu ziehen, außerdem die Strecke zwischen Nürnberg und Fürth in acht bis zehn Minuten zurückzulegen und mit Holzkohle beheizbar sein. Stephenson antwortete, dass eine Lokomotive derselben Bauart wie die der Liverpool and Manchester Railway mit vier Rädern und einem Gewicht von 7,5 bis 8 Tonnen geliefert werden könne. Eine leichtere Maschine würde nicht bei jeder Wetterlage die nötige Adhäsionskraft besitzen und wäre teurer als eine schwerere Maschine. Johannes Scharrer bat trotzdem am 16. Juni 1833 um einen Kostenvoranschlag für zwei Lokomotiven mit einem Gewicht von 6,5 Tonnen und nötigem Zubehör. Der Kostenvoranschlag von Stephenson vom 4. Juli 1833 hatte eine Höhe von 1800 Pfund Sterling. Die deutsche Firma Holmes und Rolandson in Unterkochen bei Aalen machte ein Angebot für einen Dampfwagen mit zwei bis sechs PS für 4500 Gulden. Diese Verhandlungen verzögerten sich jedoch und führten zu keinem brauchbaren Ergebnis, worauf sie abgebrochen wurden. Ein weiteres Angebot kam von Josef Reuleaux aus Eschweiler bei Aachen. Ende April hielten sich Platner und Mainberger aus Nürnberg in Neuwied bei Köln auf, um dort den Auftrag für die Schienen an die Firma Remy & Co. in Rasselstein zu erteilen. Remy & Co. war damals das einzige deutsche Werk, das Schienen in der geforderten Güte bezüglich Länge, gerade ausgerichtet, aus gewalztem Stahl und schräg abgeschnitten liefern konnte. Außerdem spielte ein möglicher hoher Einfuhrzoll und die nicht unerheblichen Frachtkosten bei einer eventuellen Bestellung in England mit, hier diesen Schritt zu wagen. Trotzdem wurden schließlich nur 15 Fuß lange und gerade abgeschnittene Schienen geliefert, welche teilweise auch noch gerichtet werden mussten. Dies wurde vom deutschen Konstrukteur Denis massiv kritisiert. Am 28. April reisten sie nach Köln weiter, um sich mit Platners Freund Konsul Bartls zu treffen. Dieser empfahl ihnen die belgische Maschinenbaufabrik Cockerill. Platner und Mainberger reisten dorthin nach Lüttich, mussten aber feststellen, dass Cockerill bis zu diesem Zeitpunkt noch keine einzige Lokomotive gebaut hatte. Sie erfuhren allerdings, dass Stephenson sich in Brüssel aufhalten würde. Sie erreichten Brüssel am 1. Mai und quartierten sich in dem Gasthof von Flandern ein. Dort wohnte auch Stephenson, der zu der Eröffnung der Eisenbahn von Brüssel nach Antwerpen am 5. Mai angereist war, mit mehreren Ingenieuren. Am 3. Mai 1835 kam es zu dem Abschluss eines Vorvertrages mit Stephenson, der eine Lokomotive der Bauart Patentee mit sechs Rädern mit einem Gewicht von sechs Tonnen für 750 bis 800 Pfund Sterling liefern sollte. Am 15. Mai 1835 wurde die neue Lokomotive bei der Lokomotivfabrik von Stephenson in Newcastle zu diesen Bedingungen bestellt. Darüber hinaus wurden ein Schlepptender und je ein Rahmen für einen Personen- und einen Güterwagen bestellt. Später stellte sich jedoch heraus, dass die Lokomotive entgegen den Vereinbarungen in Brüssel 900 Pfund Sterling kosten würde. Stephenson versprach ursprünglich in Brüssel eine Lieferung der Lokomotive bis Ende Juli nach Rotterdam.
In Nürnberg und England wurde mit unterschiedlichen Maßeinheiten gearbeitet. Der bayerische Fuß und der englische Fuß waren unterschiedlich. Die Spurweite wurde auf die der Stockton and Darlington Railway festgelegt. Die in Nürnberg bereits verlegten Gleise waren um 5/8 Zoll zu schmal und mussten entsprechend angepasst werden, da Stephenson auf dem Maß von 4 englischen Fuß und 8,5 Zoll (1435 mm) beharrte.
Die Lieferung des Fahrzeugs mit allen Zubehörteilen nach Nürnberg zu einem Preis lt. Rechnung von 1140 Pfund Sterling, 19 Schilling und 3 Pence (entspricht 151.000 Pfund in heutiger Kaufkraft) bestand aus über 100 Einzelteilen in 19 Kisten von 177 Zentnern (ca. acht Tonnen) Gewicht. Die Kisten wurden am 3. September 1835 verspätet auf dem Schiff Zoar von London nach Rotterdam gebracht. Der Frachtlohn von Rotterdam nach Köln betrug 700 Francs, von Köln bis Offenbach 507 Gulden und 9 Kreuzer und von Offenbach bis Nürnberg 653 Gulden und 11 Kreuzer. Das Direktorium der Bayerischen Ludwigsbahn suchte am 23. April 1835 um eine Befreiung vom Einfuhrzoll nach. Die Lokomotive wurde als ein Muster für ein bisher unbekanntes Produkt für die Fabriken möglicher Hersteller im Inland deklariert. Nach verschiedenen Schwierigkeiten genehmigte am 26. September 1835 das Finanzministerium die beantragte zollfreie Einfuhr mit dem Fabrikanten Johann Wilhelm Späth als Empfänger der Lieferung.
Mit dem Schleppkahn van Hees des Schiffers van Hees, der von dem Dampfboot Hercules stromaufwärts geschleppt wurde, wurden die Transportkisten ab dem 23. September 1835 von Rotterdam auf dem Rhein nach Köln transportiert. Wegen Niedrigwasser des Rheins musste er sich ab Emmerich für den Weitertransport statt des Dampfbootes des Treidelns mit Zugpferden bedienen. Am 7. Oktober 1835 traf der Schleppzug in Köln ein. Der Rest der Strecke musste ab dem 13. Oktober 1835 mit Pferdefuhrwerken zurückgelegt werden, da der Main wegen Niedrigwasser nicht schiffbar war. Diese Reise an Land wurde durch einen Streik der Fuhrleute in Offenbach unterbrochen, der einen Wechsel des Spediteurs zur Folge hatte. Am 26. Oktober 1835 erreichte der Transport Nürnberg. In den Werkstätten der Maschinenfabrik von Johann Wilhelm Spaeth wurde die Dampflokomotive zusammengesetzt. Der Aufbau erfolgte unter Aufsicht des mitgereisten Ingenieurs und Lokomotivführers William Wilson und des Fachlehrers Bauer mit der Hilfe von örtlichen Zimmerleuten.
Am 10. November 1835 äußerte das Direktorium der Bayerischen Ludwigsbahn die Hoffnung auf eine baldige Betriebsfähigkeit der Lokomotive. Die Lokomotive stand als Sinnbild für Kraft, Wagemut und Schnelligkeit.

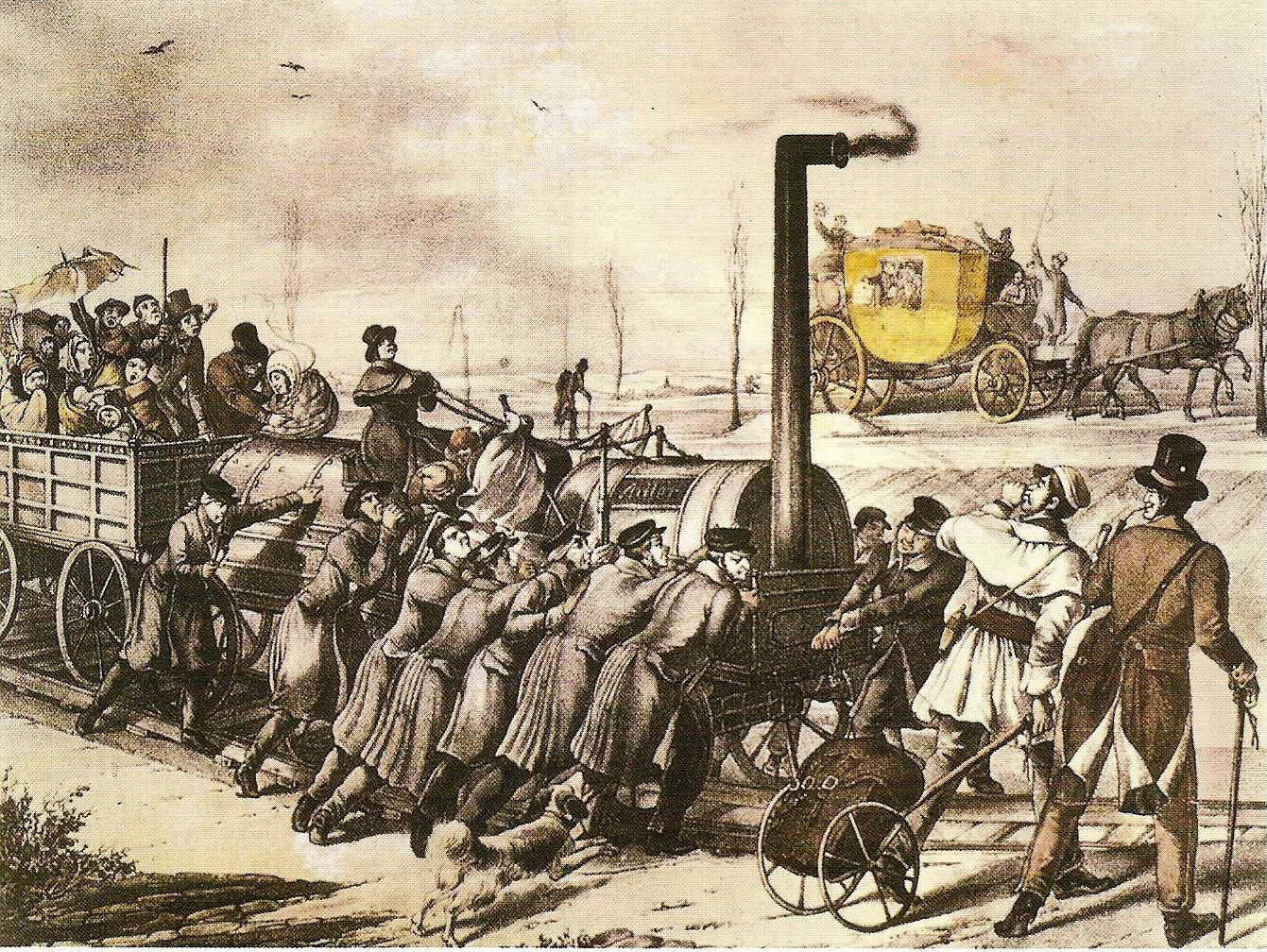
Karikatur von 1835

Die beiden von Stephenson gelieferten Wagengestelle stellten sich als zu schwer für die Verhältnisse in Nürnberg heraus. Denis ging dagegen bei seinen Planungen davon aus, dass die Wagen sowohl von Pferden als auch von der Dampflokomotive gezogen würden und hielt aus diesem Grund eine leichtere Bauart für erforderlich. Der Bau der Wagen wurde von mehreren Firmen durchgeführt, die Untergestelle wurden von Späth, Gemeiner und Manhard hergestellt. Die Aufbauten aus Holz lieferte der Wagnermeister Stahl aus Nürnberg. Wegen der starken Auslastung der genannten Firmen mit anderen Aufträgen wurden drei Wagengestelle und 16 Räder bei der Firma Stein in Lohr bei Aschaffenburg hergestellt. Denis drohte den beteiligten Firmen mit einer künftigen Auftragsvergabe nach England, wenn diese die Arbeiten nicht beschleunigten. Ende August 1835 wurde der erste Wagen fertiggestellt. In der zweiten Oktoberhälfte war die Fertigstellung der restlichen Wagen absehbar. Bis zur Eröffnung der Bayerischen Ludwigsbahn wurden neun Wagen hergestellt: zwei Wagen der dritten Wagenklasse, vier der zweiten und drei Wagen der ersten Klasse. Am 21. Oktober 1835 fand der erste öffentliche Fahrversuch mit einem von einem Pferd gezogenen Personenwagen und 23 Personen statt. Der Konstrukteur Denis hatte eine Bremse für die Wagen entwickelt, die bei dieser Gelegenheit getestet wurde. Der Wagen konnte in jeder Situation sicher zum Stehen gebracht werden.
Am 16. November 1835 wurde die erste Probefahrt mit der Dampflokomotive von Nürnberg nach Fürth und zurück unter großer Anteilnahme der Bevölkerung durchgeführt. Wegen der herrschenden Kälte wurde mit gemäßigter Geschwindigkeit gefahren. Drei Tage später wurden bei einer weiteren Testfahrt fünf vollbesetzte Wagen in 12 bis 13 Minuten über die Strecke befördert. Auf der Rückfahrt erfolgten Bremsproben, und das Ein- und Aussteigen der Passagiere wurde geprobt. Darauf folgende tägliche Versuche zeigten unter anderem, dass bei der Verwendung von Holz als Heizmaterial durch Funkenflug die Kleider von mehreren Passagieren versengt wurden. Die Teilnahme an einer Probefahrt kostete 36 Kreuzer, der Erlös wurde der Fürsorge für Arme zugeführt.

### Konstruktion und Aufbau

#### Lokomotive
Der Adler war auf einem mit Blech beschlagenen Rahmen aus Holz aufgebaut. Die beiden innenliegenden, mit Nassdampf betriebenen waagerechten Zylinder trieben die in der Mitte liegende Treibachse an. Die Treibräder besaßen keinen Spurkranz, um enge Kurvenradien befahren zu können. Die geschmiedeten Radspeichen waren mit dem Radkranz vernietet. Die ursprünglichen Räder bestanden aus Gusseisen und waren mit einem geschmiedeten Radreifen umgeben. Sie wurden später durch stabilere Räder aus Schmiedeeisen ersetzt. Die hohlen Speichen enthielten einen Kern aus Holz, um Unebenheiten besser abzufedern. Alle Räder der Lokomotive waren ungebremst. Eine Spindelbremse wirkte auf die beiden auf der rechten Seite des Heizers liegenden Räder des Tenders. Die Verbindung zwischen Lokomotive und Tender war starr. Die Puffer waren aus Holz. Der hufeisenförmige Wasserkasten umfasste den Kohlenvorrat des Tenders. Als Brennmaterial wurde zunächst Koks und später Steinkohle benutzt.

#### Wagen
Die Personenwagen hatten beim Kutschenbau verwendete Kutschenkästen, die auf ein Fahrgestell aus Eisen montiert waren. Der zweiachsige Coupé-Wagen mit drei hintereinandergesetzten einzelnen voneinander getrennten Abteilen bildete das Grundprinzip der ersten deutschen Eisenbahnwagen. Spezielle Fahrgestelle für Personenwagen wurden erst 1842 bei der Great Western Railway entwickelt. Sämtliche Wagen waren in der Farbe Gelb der Postkutschen lackiert. Die Wagen der dritten Wagenklasse besaßen ursprünglich kein Dach, drei Abteile mit acht bis zehn Sitzplätzen, die Einstiege hatten keine Türen. Die Wagen der zweiten Wagenklasse waren demgegenüber mit einem Segeltuchdach ausgestattet und hatten Türen, vor den unverglasten Fenstern waren Vorhänge aus Seide, später aus Leder angebracht. Bei gleicher Breite der Wagen war die Anzahl der Sitzplätze bei den teureren Klassen pro Reihe jeweils um einen reduziert. Die Wagen der ersten Wagenklasse waren mit einem kostbaren blauen Tuch ausgeschlagen, mit Fensterscheiben aus Glas versehen, die Türgriffe waren vergoldet und alle Beschläge aus Messing gefertigt. Der heute noch erhaltene Wagen Nr. 8 der 2. Wagenklasse ist im Verkehrsmuseum Nürnberg ausgestellt.

### Betrieb und Ausmusterung

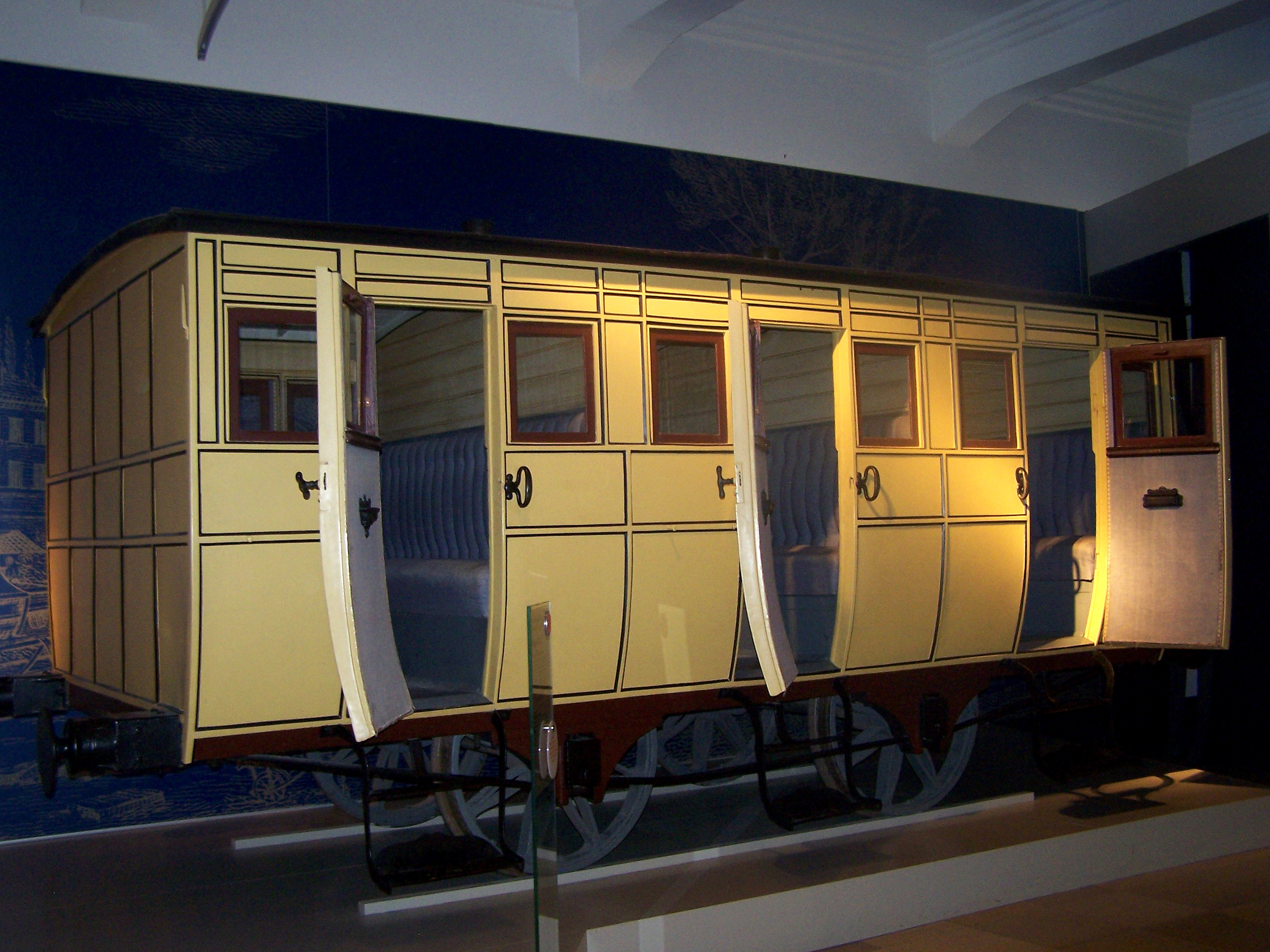
Wagen Nr. 8 der Ludwigseisenbahn-Gesellschaft von 1835, 2. Klasse, im Verkehrsmuseum Nürnberg

Am 7. Dezember 1835 fuhr der Adler erstmals offiziell die Strecke von 6,05 Kilometern in neun Minuten – mit 200 Ehrengästen sowie dem 26-jährigen Engländer William Wilson auf dem Führerstand. Im Abstand von jeweils zwei Stunden wurden zwei weitere Probefahrten durchgeführt. Die Lokomotive verkehrte mit bis zu neun Wagen mit maximal 192 Fahrgästen. Im normalen Betrieb wurden die Fahrten mit maximal 28 km/h durchgeführt, um die Lok zu schonen. Die normale Fahrzeit betrug etwa 14 Minuten. Demonstrationsfahrten ohne Wagen durften mit bis zu 65 km/h durchgeführt werden. In den meisten Fällen ersetzten allerdings noch Pferde als Zugtiere die Dampfmaschine. Wegen des noch hohen Preises der Kohle wurde der überwiegende Teil der Fahrten auf der Ludwigsbahn mit Pferdebahnen durchgeführt. Gütertransporte wurden zusätzlich zum Personenverkehr erst ab 1839 durchgeführt. Zu den ersten Transportgütern zählten Bierfässer und Vieh. 1845 fand bereits ein reger Güterverkehr statt.
Der Adler musste nach elf Betriebsjahren grundlegend überholt und instand gesetzt werden, ebenso wurde der Pfeil saniert. Wie im Bericht des Direktoriums vermerkt, legten diese Maschinen in 11 resp. 10 Jahren 32.168 Fahrten mit mehr als 2½ Millionen Personen zurück, folglich eine Strecke von ca. 103.000 km (64.000 Meilen), ohne einen Nachlass ihrer Kräfte zu zeigen.
Der Pfeil wurde 1853 verkauft, der Adler nach 22 Betriebsjahren ausgemustert. Sie waren inzwischen die kleinsten und schwächsten Lokomotiven auf dem europäischen Kontinent und hinsichtlich ihres Kohleverbrauchs nicht mehr zeitgemäß. Der Adler wurde noch eine Zeit lang in Nürnberg als stationäre Dampfmaschine genutzt; 1857 verkaufte die Bahngesellschaft die Lokomotive mit dem Tender, aber ohne Räder und andere Anbauteile, an den Augsburger Ludwig August Riedinger. Die Überreste vom Adler gelten seither als verschollen.
Der Geschäftsbericht der Ludwigseisenbahn-Gesellschaft (LEG) im Jahr 1857 vermeldet hierzu:

„... den älteren Adler und Tender verkauften wir an Herrn Direktor Riedinger in Augsburg, jedoch ohne Räder und anderen Teilen, welche unseren Reservematerialien zugestellt wurden. [...] Für den alten Adler von Riedinger 1050 Gulden erhalten.“

Die vermutlich einzige Fotografie, die den Adler im Jahr 1851 oder 1856 zeigt, befindet sich im Besitz des Nürnberger Stadtarchivs. Allerdings ist weder das Alter der Fotografie eindeutig belegt, noch ob das Bild die Original-Lokomotive oder nur ein Modell zeigt.

## Nachbauten

### Betriebsfähiger Nachbau von 1935

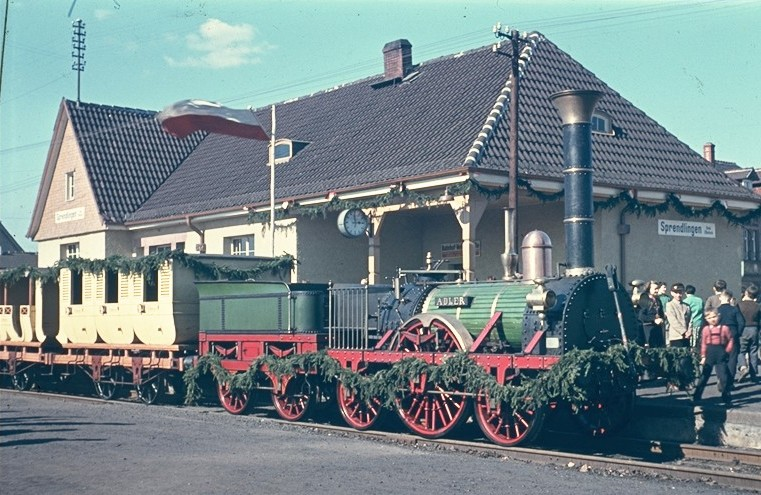
Adler-Nachbau im Bhf. Sprendlingen während der 50-Jahr-Feier der Dreieichbahn, 1955

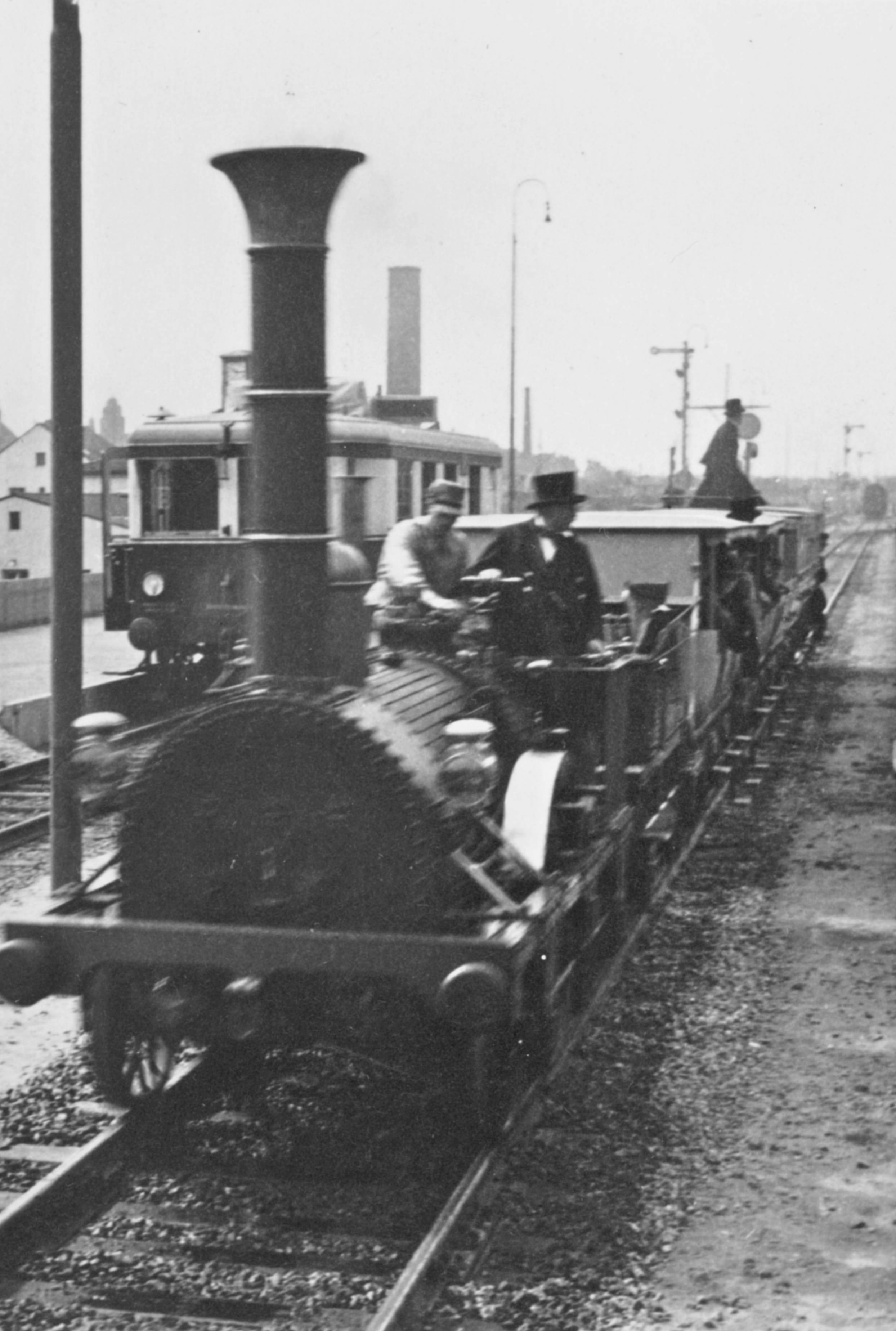
Adler bei der Eisenbahnausstellung in Nürnberg 1935

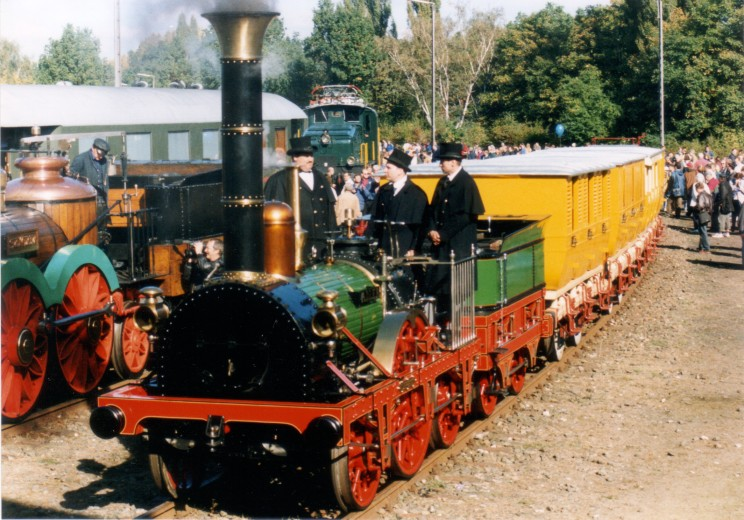
Adler in Nürnberg, 1999

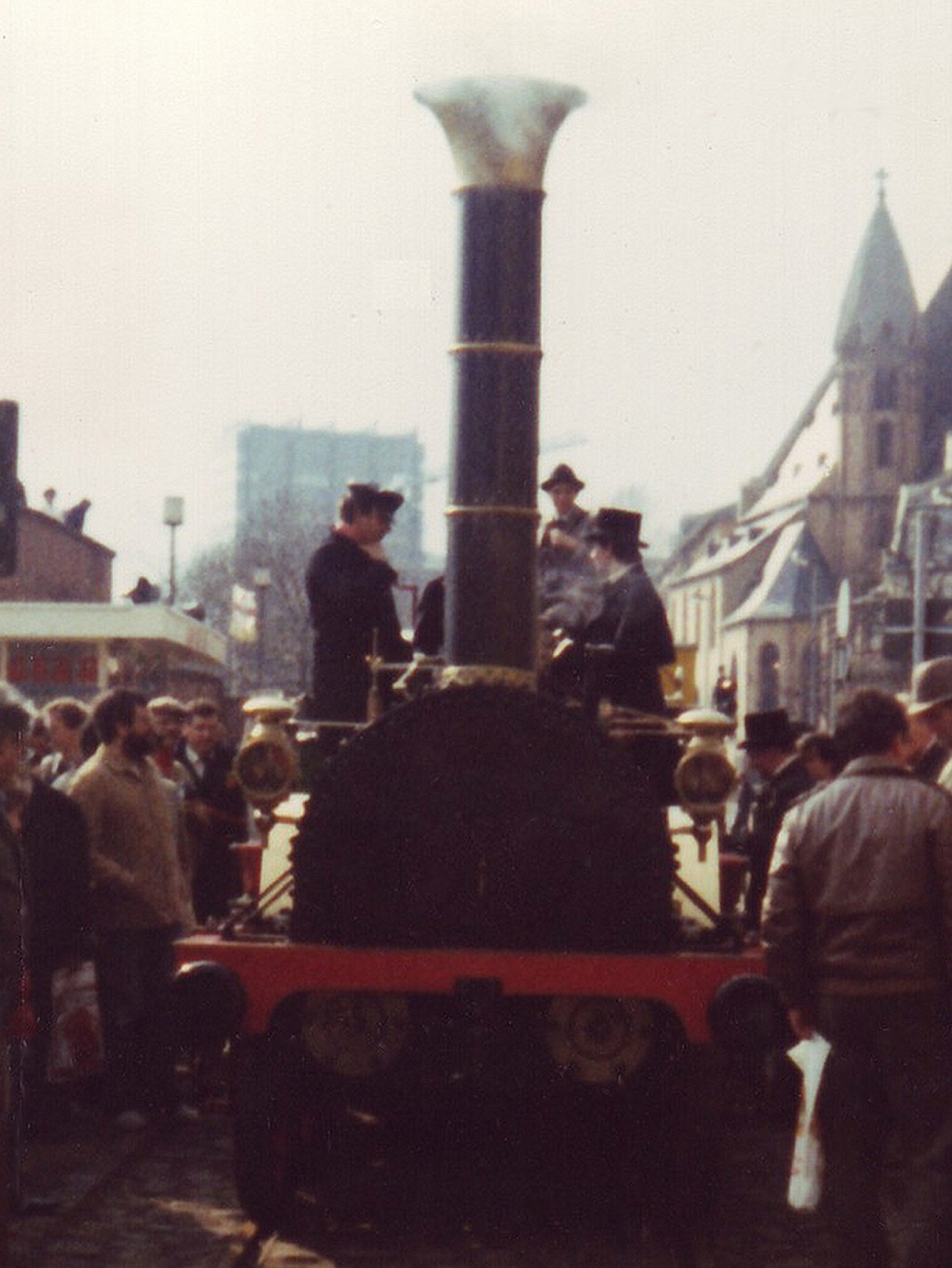
Adler am Eisernen Steg auf der Städtischen Verbindungsbahn Frankfurt am Main, 1985

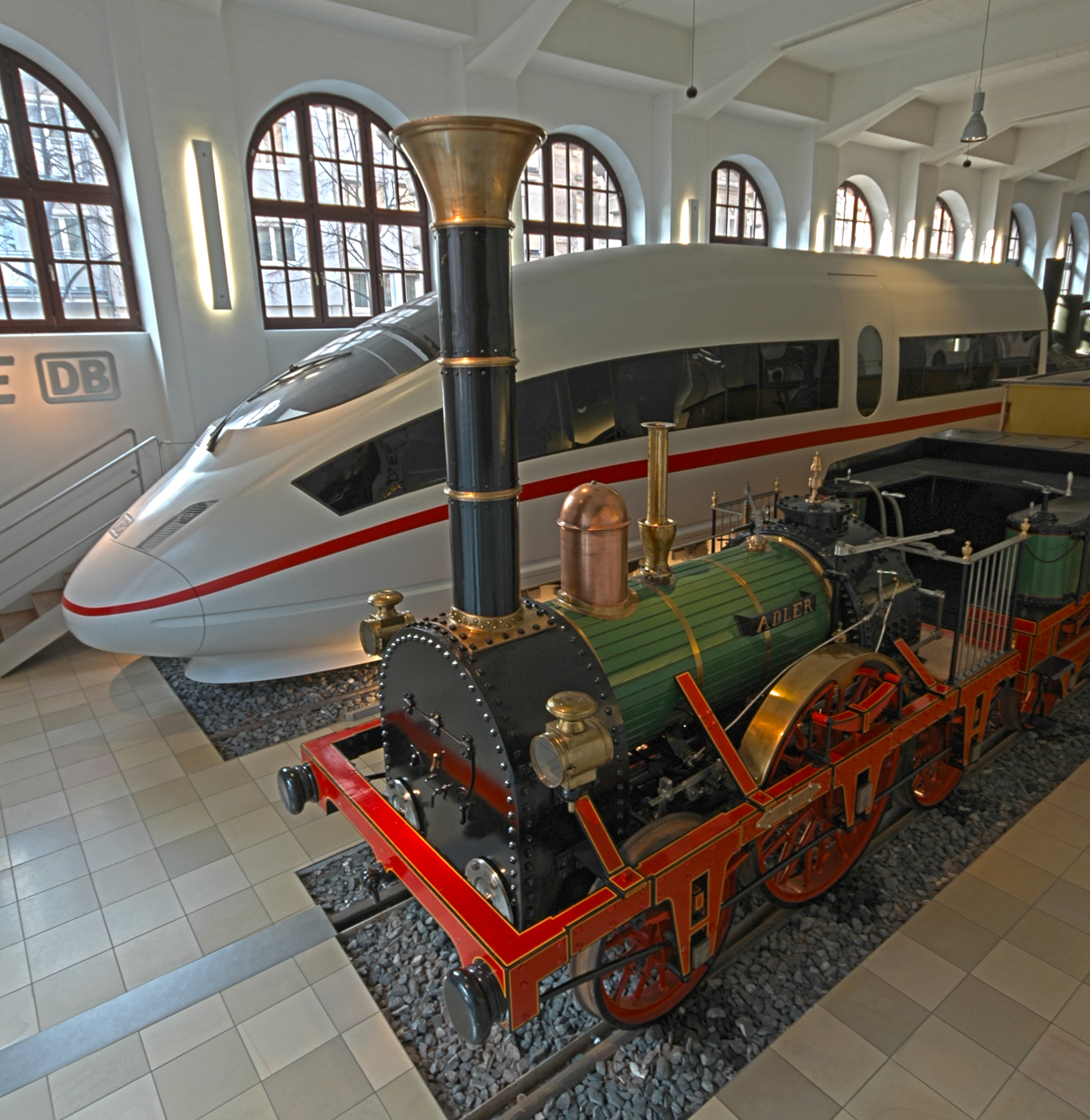
Nachbau des Adler und ICE-Mock-Up im Verkehrsmuseum Nürnberg, 2011

Im Zusammenhang mit der Errichtung des Verkehrsmuseums Nürnberg wurde 1925 geplant, den Adler zu rekonstruieren. Exakte Pläne existierten jedoch nicht mehr. Lediglich ein Stich aus der Zeit der Original-Lokomotive gab Informationen. 1929 beendete die Weltwirtschaftskrise dieses Vorhaben.
Zum 100-Jahr-Jubiläum der Eisenbahn in Deutschland 1935 wurde ab 1933 von der Deutschen Reichsbahn im Ausbesserungswerk Kaiserslautern ein weitgehend originalgetreuer Nachbau erstellt. Die ursprüngliche Überlegung des Generaldirektors der Reichsbahn Dorpmüller und seines Stabs war, den Adler als Propagandainstrument der so genannten neuen Zeit in der Stadt der Reichsparteitage (Nürnberg) zu benutzen. Geplant wurde, den Adler den Lokomotivgiganten wie der Baureihe 05 gegenüberzustellen. Für die Verwirklichung des Nachbaus konnte auf die Planungen von 1925 zurückgegriffen werden. Neben abweichenden technischen Daten unterschied sich der Nachbau vom Original vor allem durch dickere Kesselwände, zusätzliche Querverstrebungen und Speichenräder aus Stahl. Der Nachbau erreichte bei Probefahrten auf einer 81 Kilometer langen Strecke eine Durchschnittsgeschwindigkeit von 33,7 km/h. Die Strecke wies Neigungen zwischen 1:110 und 1:140 auf. Vom 14. Juli bis zum 13. Oktober 1935 konnten Besucher mit dem rekonstruierten Adler-Zug auf einer Strecke von zwei Kilometer um das Gelände der Jubiläumsausstellung in Nürnberg fahren. Auf dem Führerstand fuhren unter anderem der Reichsbahn-Generaldirektor Julius Dorpmüller und der Gauleiter Frankens Julius Streicher mit. 
Der Adler-Nachbau fuhr danach noch 1936 beim Cannstatter Wasen in Stuttgart und bei den Olympischen Spielen in Berlin. Beim 100-Jahr-Jubiläum der ersten preußischen Eisenbahn 1938 verkehrte der Adler-Zug zwischen Berlin und Potsdam. Danach kam er in das Verkehrsmuseum Nürnberg. 
1950 wurde der Adler-Zug bei einem Festzug zur 900-Jahr-Feier von Nürnberg auf einem Straßenroller durch die Stadt gefahren.
Zur 125-Jahr-Feier der Deutschen Eisenbahnen 1960 wurde der Zug auf der Strecke der Straßenbahn Nürnberg zwischen dem Plärrer in Nürnberg und dem Hauptbahnhof Fürth eingesetzt. Die Innenseiten der Räder mussten für die Fahrt auf Straßenbahngleisen abgedreht werden.
Der Nachbau wurde genau wie das Original als Dampfwagen geführt. Durch diese Einstufung war er nicht vom späteren Dampflokverbot betroffen (er stand zu dieser Zeit allerdings und danach nicht betriebsfähig im Adlersaal im Verkehrsmuseum Nürnberg) und seinem Einsatz zum 150-jährigen Jubiläum 1985 stand somit nichts Bürokratisches im Wege.
1984 wurde er zur Vorbereitung der 150-Jahr-Feier der Deutschen Eisenbahnen von der Deutschen Bundesbahn im Ausbesserungswerk Offenburg instand gesetzt. Dabei mussten unter anderem die 1960 für die Fahrt auf Straßenbahngleisen abgedrehten Radinnenseiten wieder aufgeschweißt werden. Der Dampfkessel wurde nach den aktuellen Sicherheitsbestimmungen überprüft. Am 22. Mai 1984 wurden die ersten Publikumsfahrten zwischen dem Hauptbahnhof Nürnberg und Nürnberg Ost angeboten.
Der Adler nahm 1985 an der großen Jubiläumsausstellung in Nürnberg und an zahlreichen Veranstaltungen im damaligen Bundesgebiet wie zum Beispiel in Hamburg, Konstanz und München teil.
Die Lokomotive wurde zwischen Ende 1985 und 1999 nicht betrieben. Für die 1999 geplanten Fahrten waren mehrmonatige Restaurierungsarbeiten erforderlich. Am 16. September 1999 erteilte das Eisenbahn-Bundesamt die Betriebsgenehmigung. 1999 fuhr zur 100-Jahr-Feier des ehem. Königlich Bayerischen Eisenbahnmuseums und des Verkehrsmuseums Nürnberg als dessen Nachfolger der Adler-Zug an drei Sonntagen im Oktober und nahm an der Großen Fahrzeugparade im Rangierbahnhof Nürnberg teil. In den Folgejahren wurde der Adler-Nachbau bei mehreren Nostalgiefahrten in Deutschland eingesetzt. Er stand bis 2005 im Verkehrsmuseum Nürnberg.
Bei einem Brand im Depot des Verkehrsmuseums (Ringlokschuppen des Bahnbetriebswerks Nürnberg West) am 17. Oktober 2005, in dem sich 24 Lokomotiven befanden, wurde u. a. der – bis zuletzt fahrtüchtige – Nachbau des Adlers schwer beschädigt. Der Vorstand der DB beschloss, ihn wieder instand setzen zu lassen. Das Wrack wurde am 7. November in vierstündiger Arbeit von einem Bergungstrupp der Preßnitztalbahn mit einem Autokran aus den Trümmern des Lokschuppens gehoben und anschließend mit einem Spezialtieflader zum Dampflokwerk Meiningen gebracht. Es zeigte sich, dass zumindest der Kessel dank der Befüllung mit Wasser relativ unbeschädigt geblieben war, obwohl seine komplette Holzverkleidung verbrannt und viele Bleche geschmolzen waren. Er konnte daher für den Wiederaufbau von 2007 verwendet werden.

### Betriebsfähige Rekonstruktion von 2007

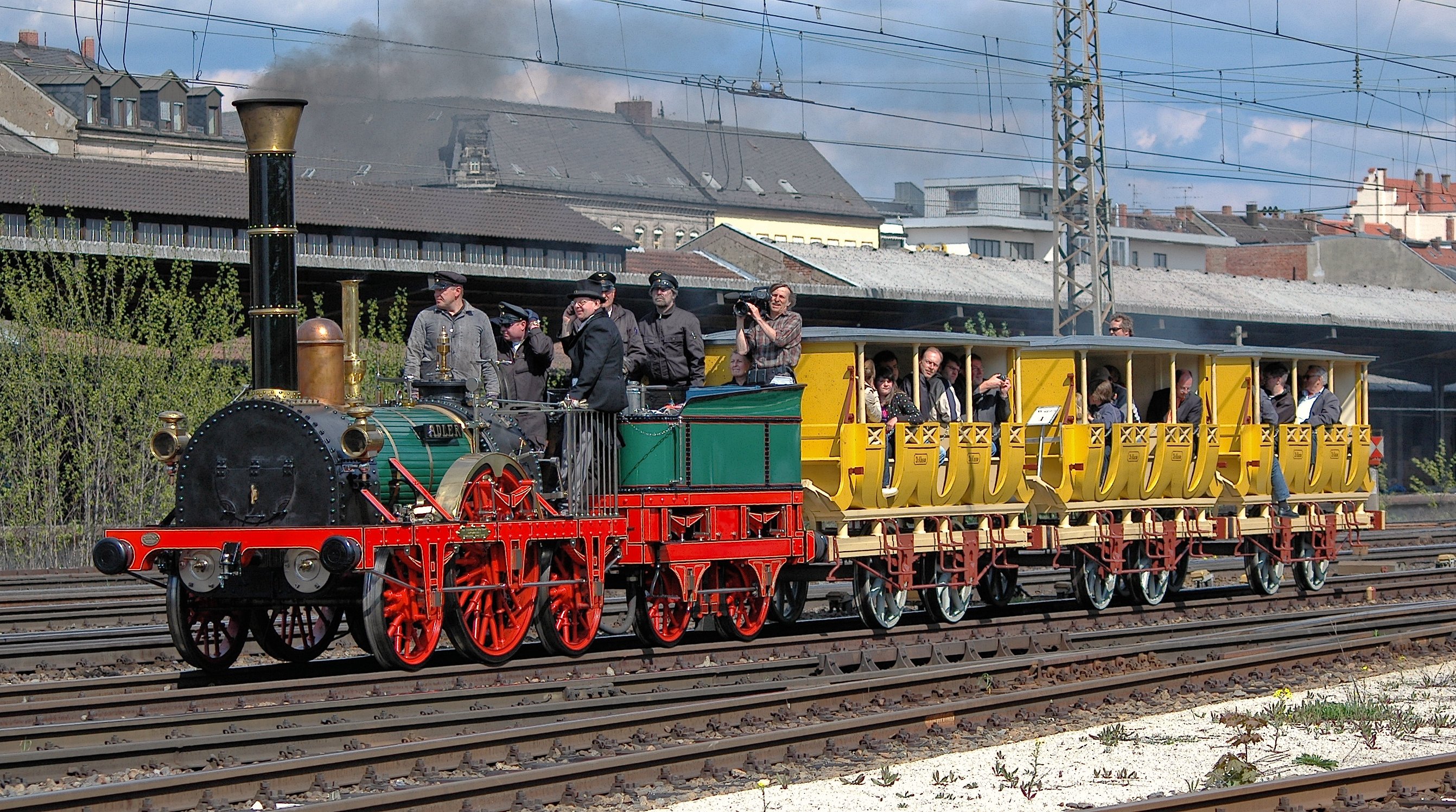
Der Adler 2008 bei einer seiner ersten Fahrten nach der Rekonstruktion kurz vor dem Hauptbahnhof Fürth

Die Rekonstruktion des 2005 beschädigten Adlers lief Mitte April 2007 an und war im Oktober 2007 abgeschlossen. Der mit Metall verkleidete Holzrahmen war so stark beschädigt, dass er komplett neu gebaut werden musste. Ein Wagen der dritten Klasse, der an einem anderen Ort ausgestellt war und dadurch den Brand unbeschadet überstand, diente als Vorlage für die neuen kutschenähnlichen Wagen, die von einer Schreinerei in Meiningen gefertigt wurden. Die Kosten beliefen sich auf etwa eine Million Euro, davon konnten 200.000 Euro aus Spenden der Bevölkerung aufgebracht werden. Der Direktor des DB-Museums Nürnberg stellte vor Beginn der Rekonstruktion klar, dass die Wiederaufarbeitung mit allen verbrannten Details ausgeführt werden würde, und erklärte, es würden keine Kompromisse gemacht. Es wurde sogar noch präziser nach historischen Zeichnungen gearbeitet, so wurde beispielsweise der ebenfalls beim Brand beschädigte Schornstein nicht in der beim Nachbau von 1935 abweichenden, sondern in der ursprünglichen Form angefertigt. Ein Problem stellte die als Kurbelwelle ausgebildete, einteilige Treibachse der Lok dar, sie konnte nicht im Dampflokwerk Meiningen geschmiedet werden. Mit dieser Arbeit wurden die Sächsischen Schmiedewerke in Gröditz beauftragt, die die Schmiedearbeiten an der Kurbelwelle und den Radreifen durchführen konnten. Das anschließende Abdrehen wurde von der Gröditzer Kurbelwelle Wildau GmbH durchgeführt. Für den Rahmen der Lokomotive wurde acht bis zwölf Jahre abgelagertes Eschen-Holz verwendet, das elastisch genug ist, die Erschütterungen durch die Kraftübertragung während der Fahrt auszuhalten. Der Unterbau des Tenders wurde aus hartem Eichenholz gefertigt.
Seit dem 23. November 2007 befindet sich der wiederhergestellte „alte“ Adler mit einem alten (1935) und zwei neuen (2007) dazugehörigen Personenwagen der dritten Wagenklasse wieder im DB-Museum in Nürnberg. Im dortigen Stammhaus haben der nur rollfähige Adler von 1950 sowie der originale, 1835 gebaute und 1838 und 1846 umgebaute, Personenwagen der zweiten Wagenklasse Nr. 8 der Ludwigsbahn, der der Konservierung halber nicht mehr auf die Schienen gestellt wird, ihren Platz. Am 26. April 2008 fuhr der Nachbau erstmals wieder zwischen Nürnberg und Fürth. Im Mai folgten Sonderfahrten in Nürnberg, Koblenz und in Halle an der Saale. Im April 2010 wurden im Rahmen des 175-Jahr-Jubiläums der Eisenbahn in Deutschland auf dem Gelände des DB Museums in Koblenz-Lützel Fahrten mit Besuchern durchgeführt. Im Mai und Juni 2010 fanden Fahrten zwischen Nürnberg Hauptbahnhof und Fürth Hauptbahnhof statt. Seit 2013 ist auch der betriebsfähige Adler im Nürnberger DB-Museum zu besichtigen, er steht in der Fahrzeughalle II abgestellt.
Der Schlepptender und die drei Personenwagen des Adler-Zuges gehören zu den letzten in Deutschland noch per Handkurbel gebremsten Eisenbahnfahrzeugen. Da der Zug die Bedingungen der Eisenbahn-Bau- und Betriebsordnung nicht vollständig erfüllt, ist der Fahrbetrieb auf dem heutigen deutschen Schienennetz nur aufgrund einer Sondergenehmigung des Bundesverkehrsministeriums möglich. Weil keine Sicherheitsfahrschaltung und Zugbeeinflussung vorhanden sind, muss der Adler mit zwei Triebfahrzeugführern besetzt sein. Im Tender ist ein aus Autobatterien gespeistes GSM-R-Zugfunkgerät eingebaut. Die Beleuchtung besteht aus Petroleum-Laternen. Betrieblich sind Fahrten des Adlers Zugfahrten mit Lademaßüberschreitung Dora, also unter Sperrung der Nachbargleise.

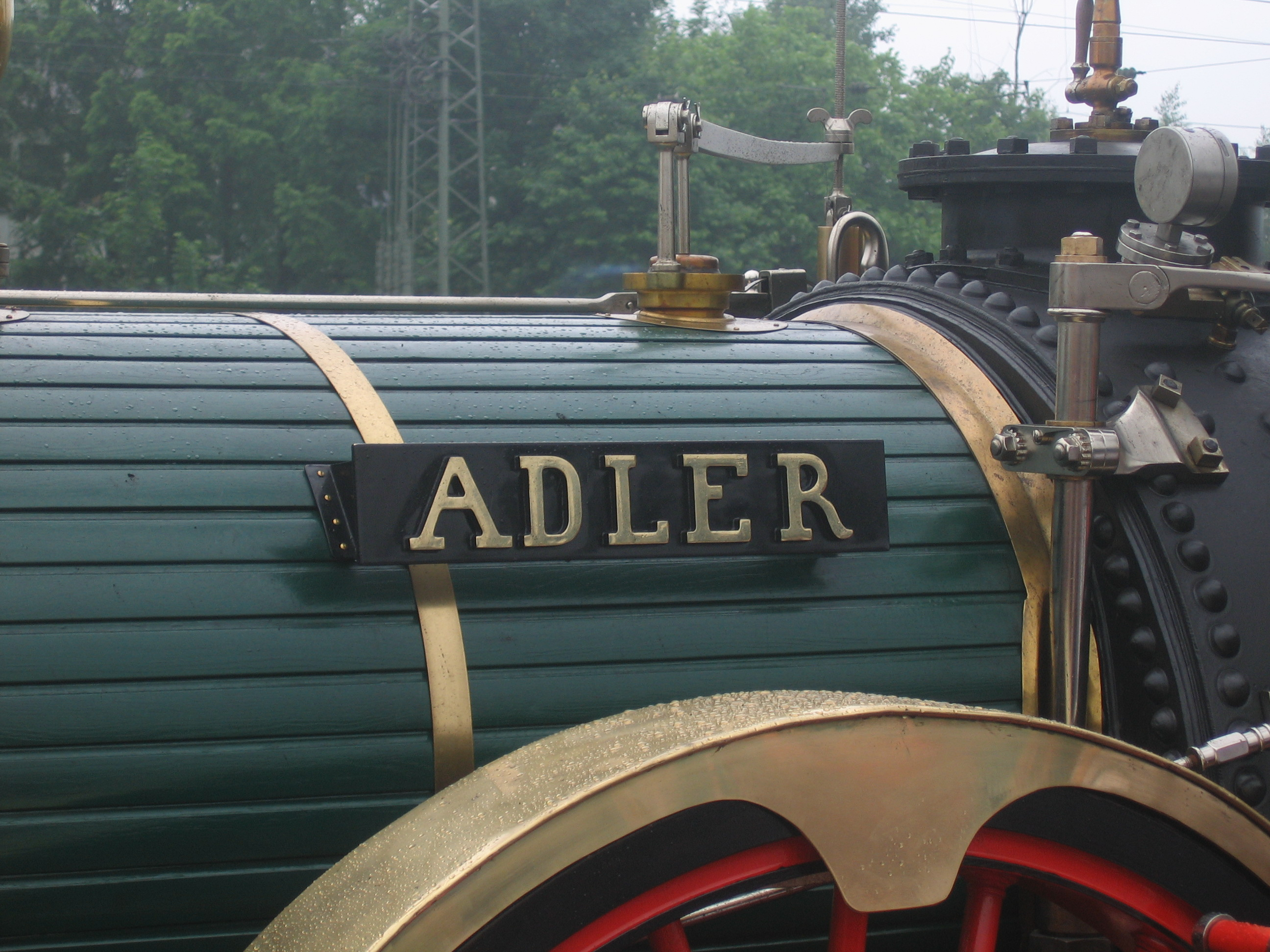
Namensplakette des Adler-Nachbaus
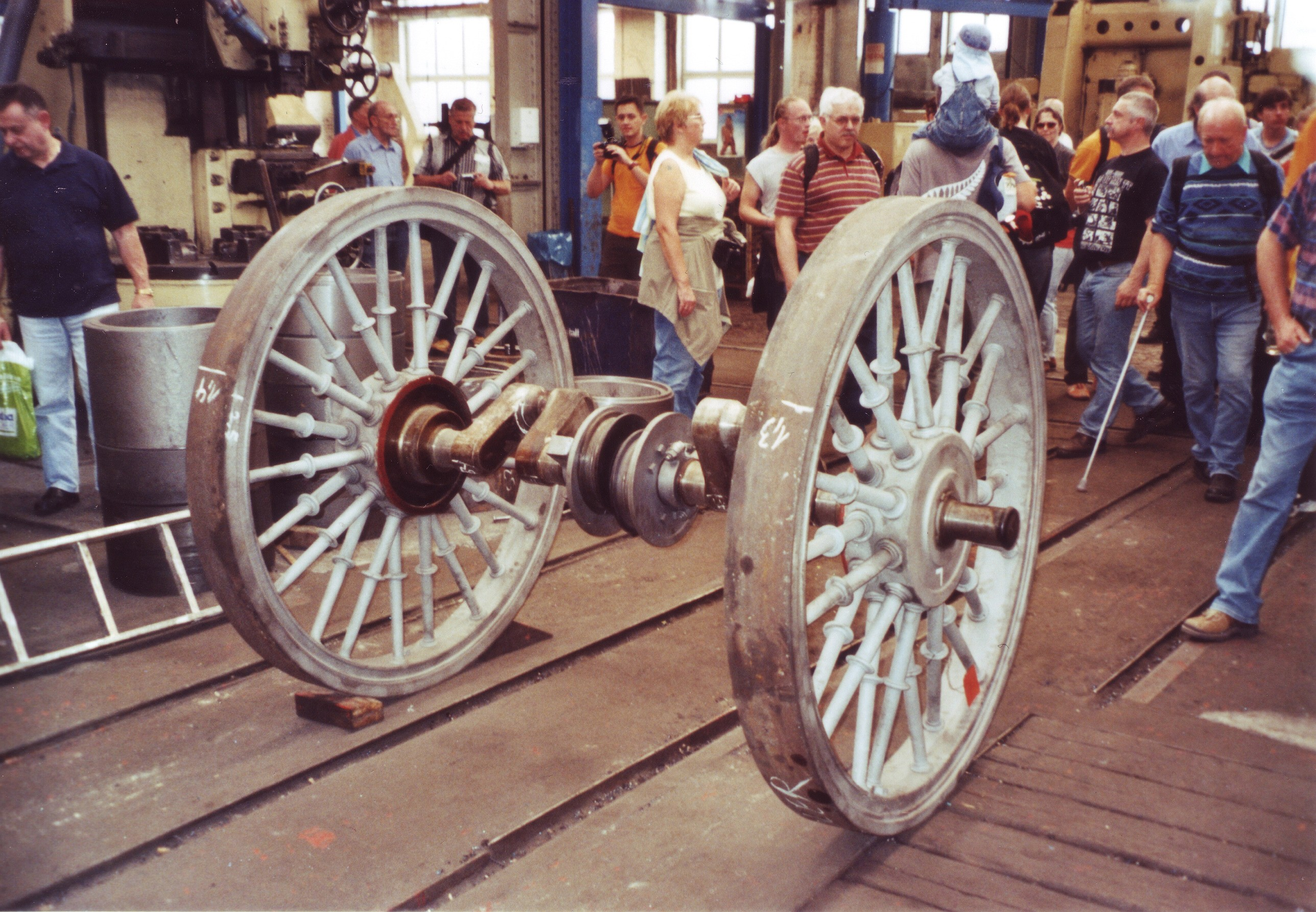
Treibachse, September 2006
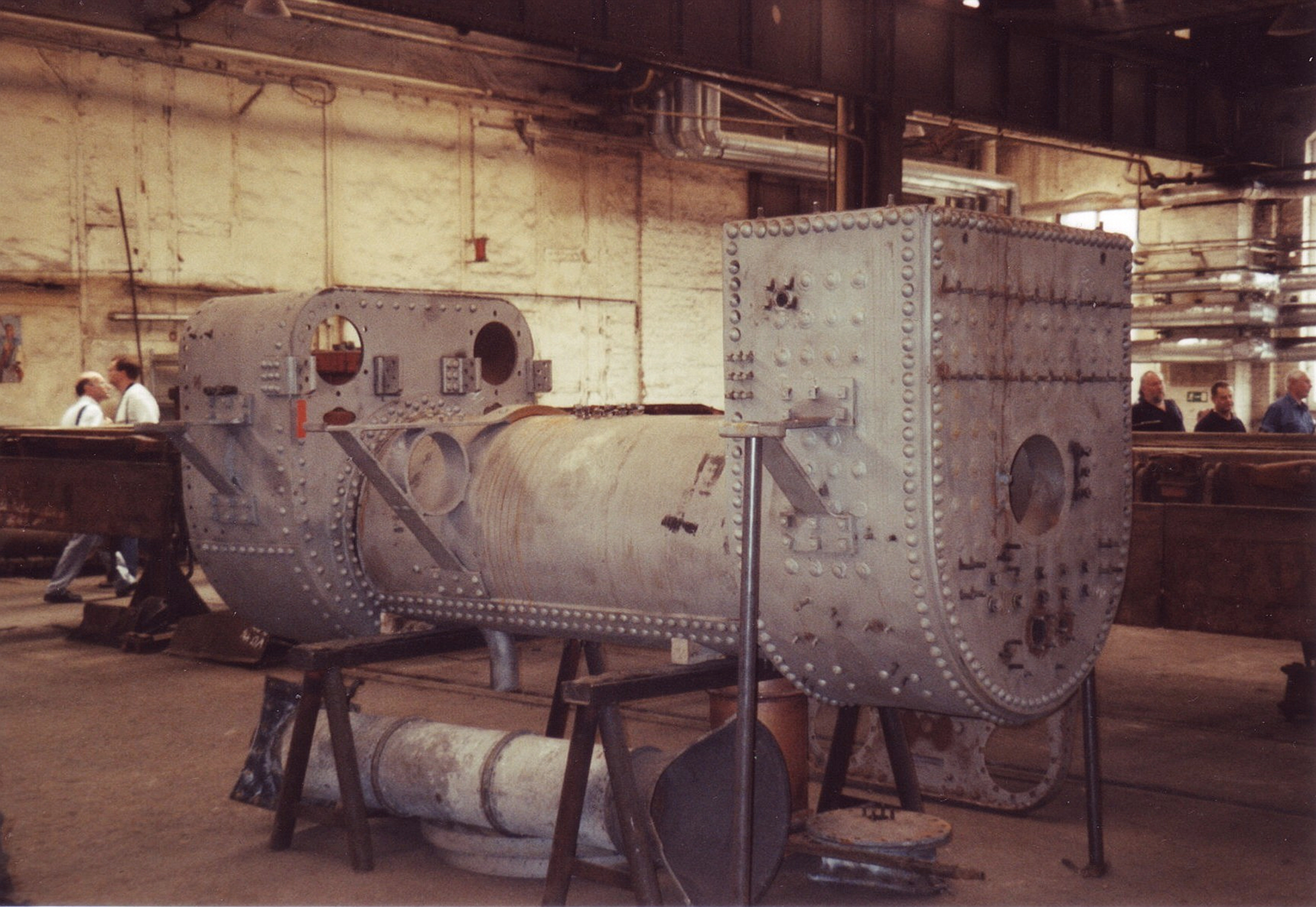
Kessel und Schornstein, September 2006
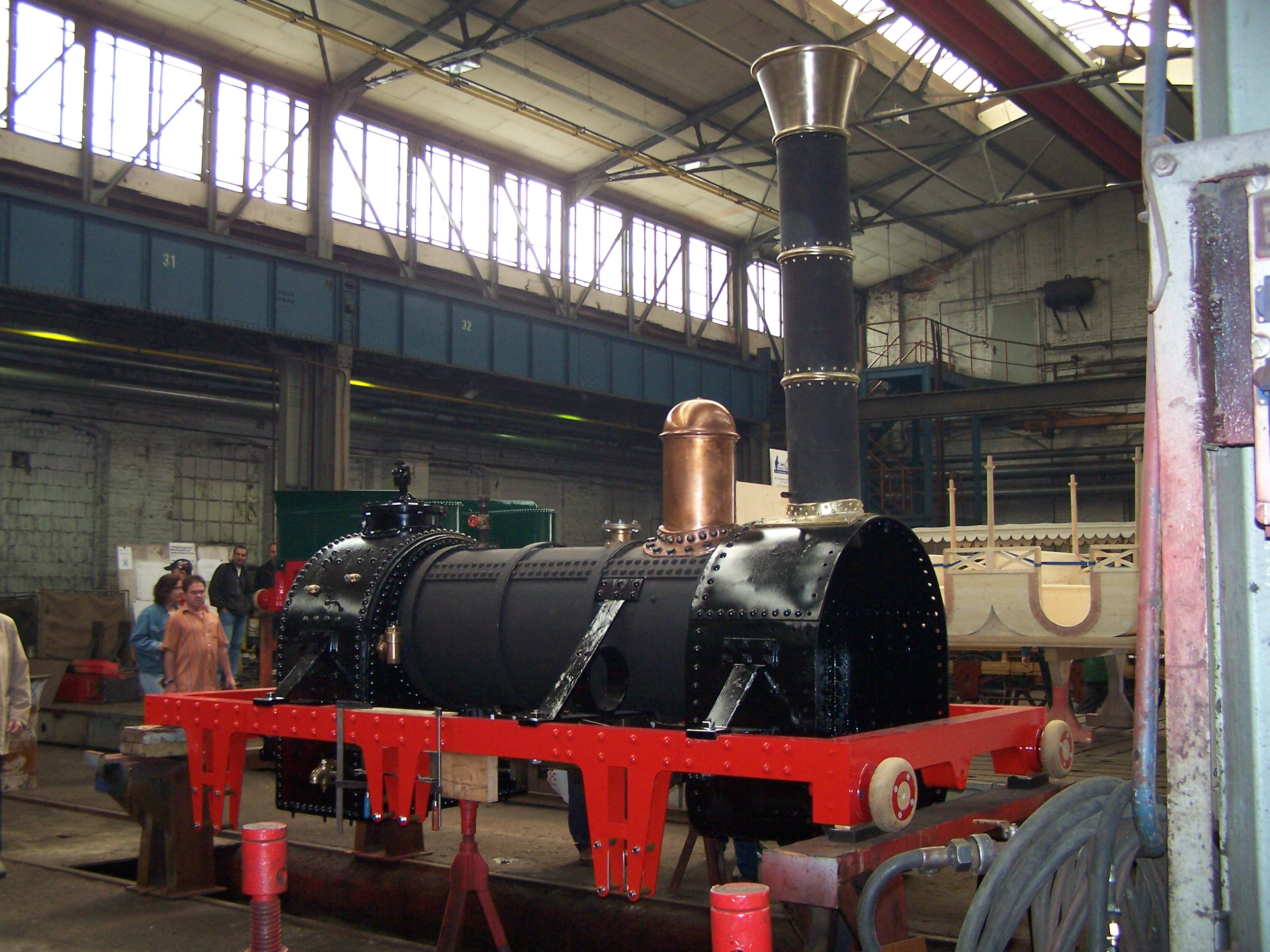
Ansicht von vorne rechts, September 2007
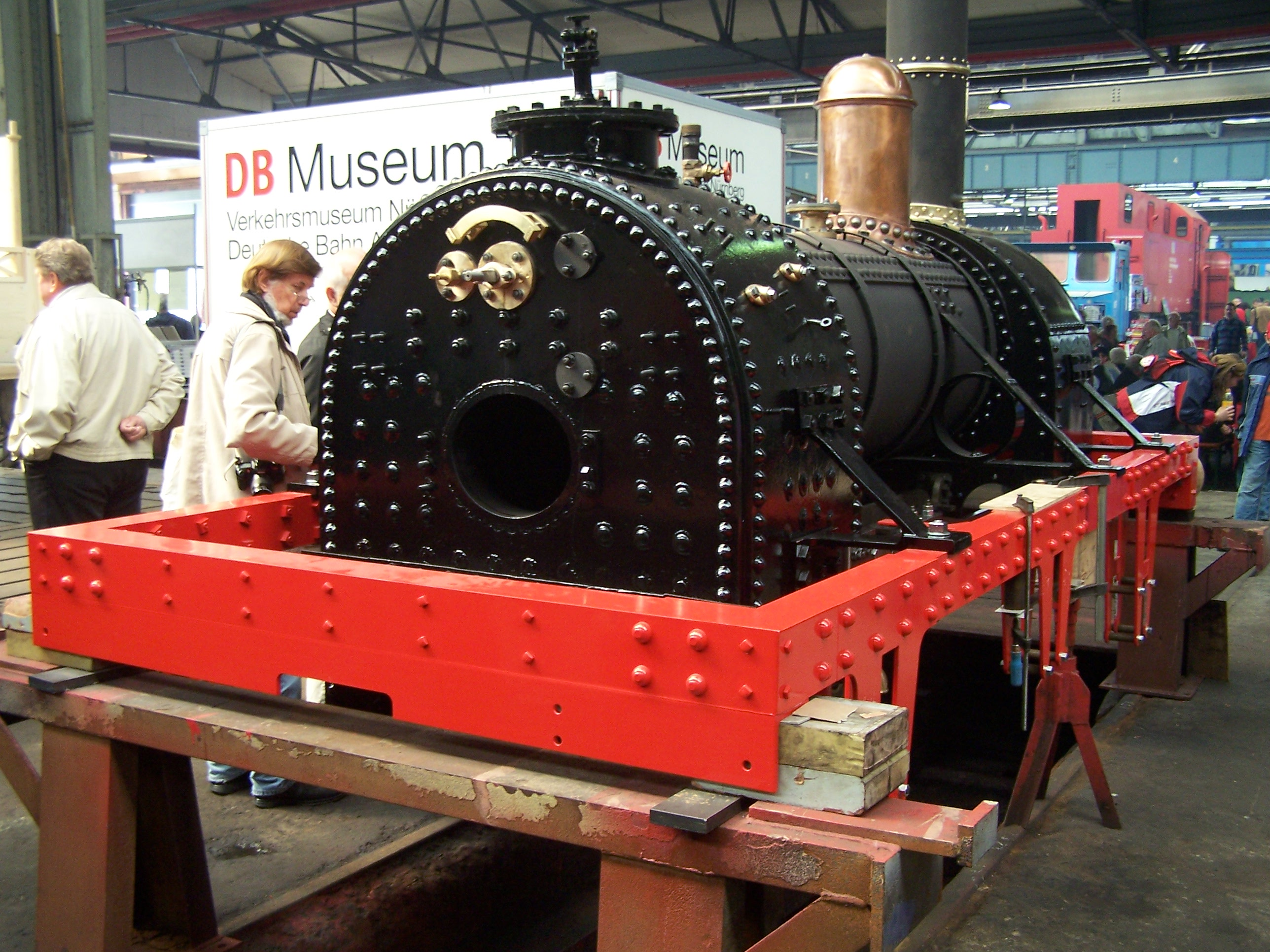
Nahansicht von hinten rechts, September 2007
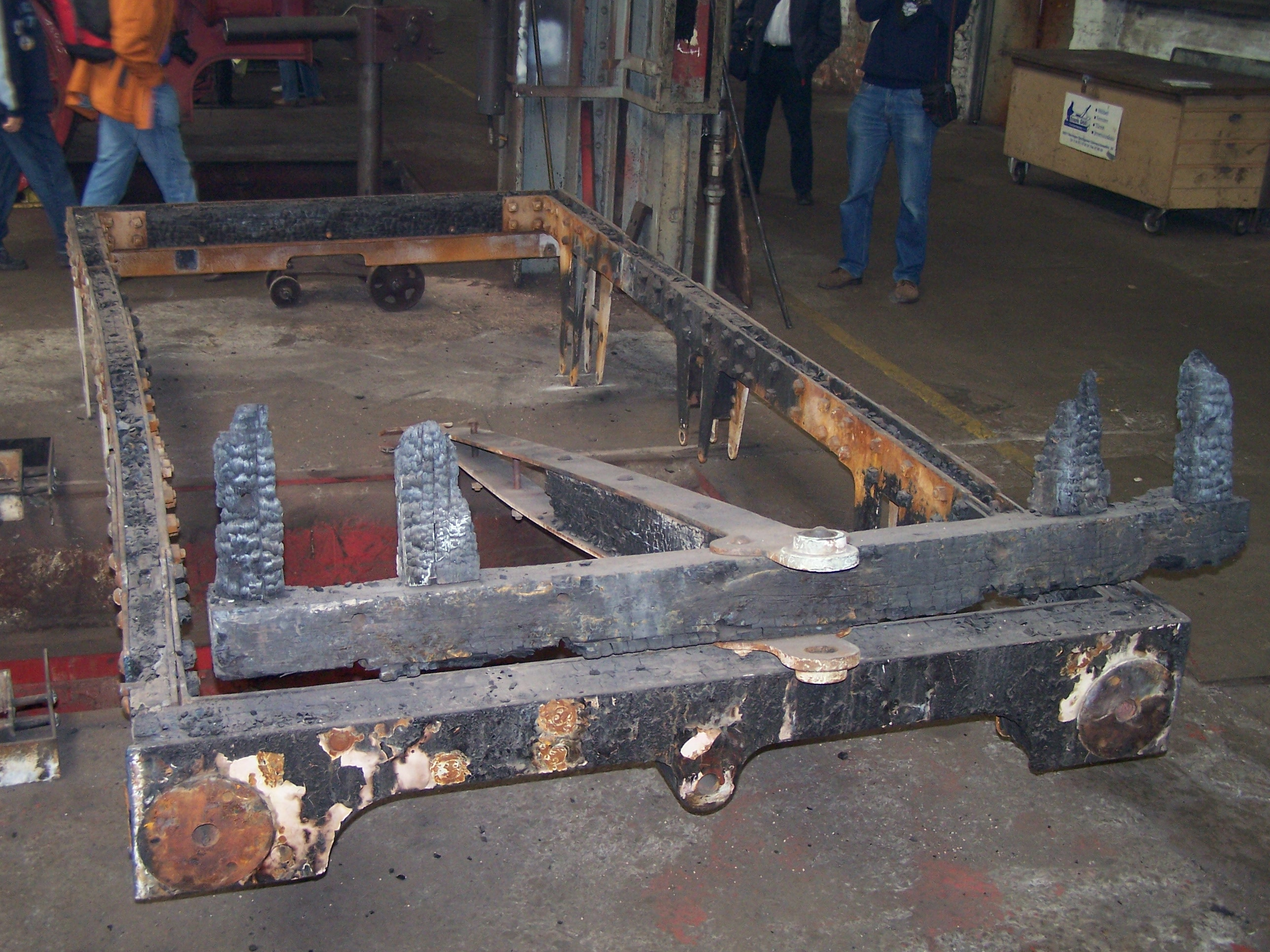
Verbrannter Lokrahmen aus Holz des Nachbaus von 1935, September 2007
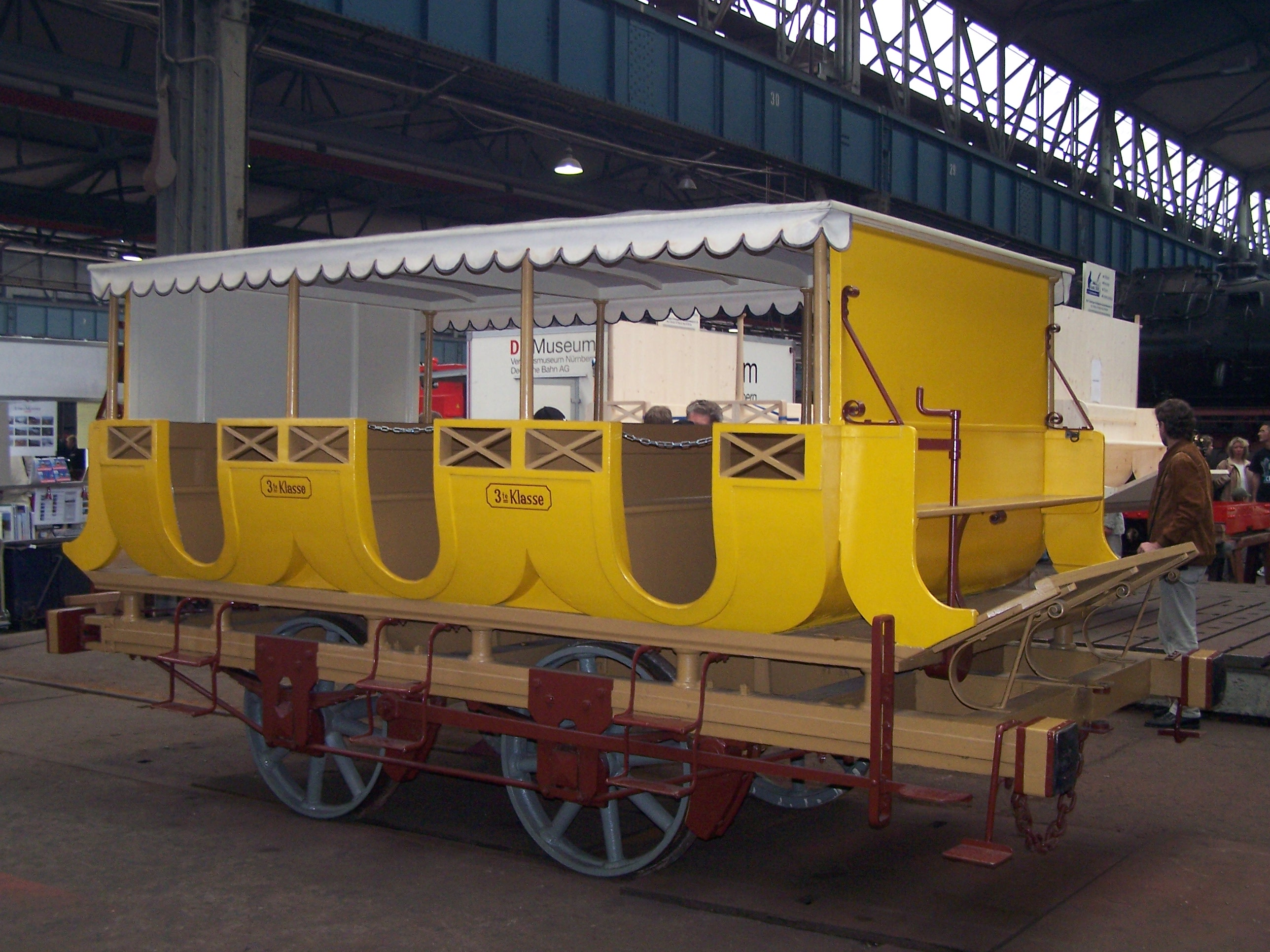
Nachbau (1935) eines Wagens dritter Klasse, Vorbild für den Neubau weiterer Wagen, September 2007
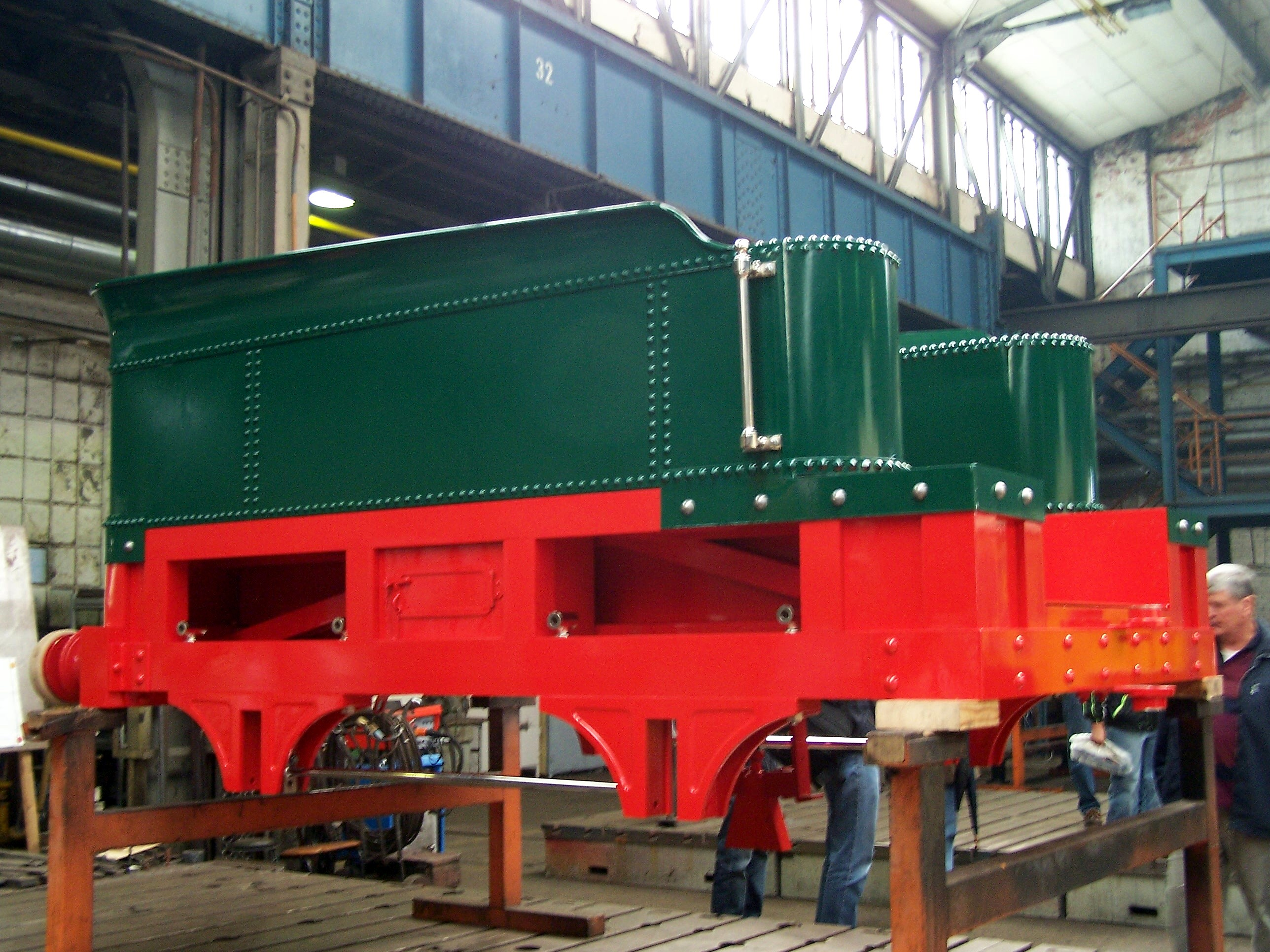
Neuer Tenderaufbau, September 2007

### Nicht betriebsfähiger Nachbau von 1952

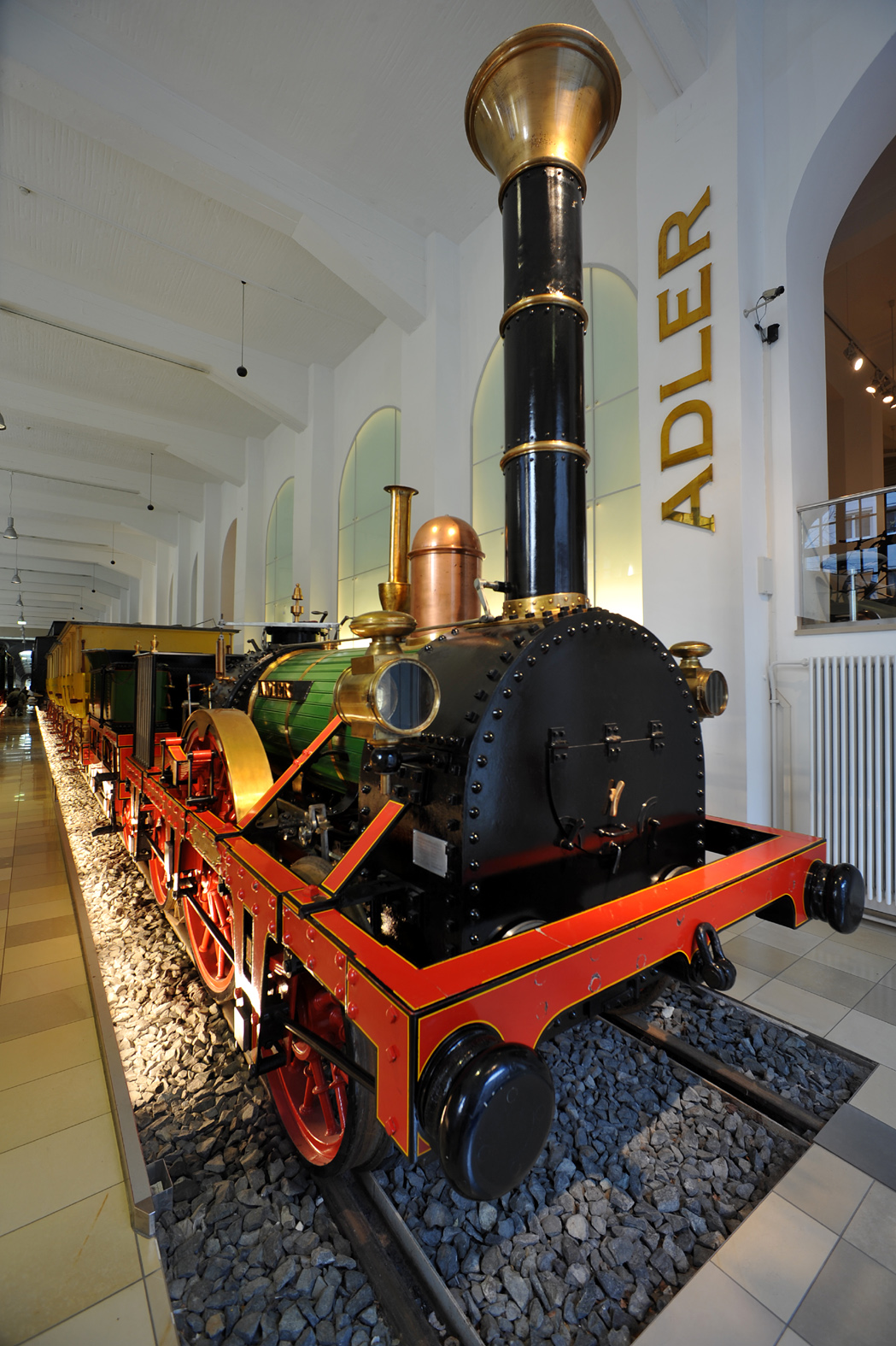
Nachbau von 1952 im DB Museum Nürnberg

Ein weiteres Exemplar, das im Gegensatz zum Nachbau von 1935 nicht betriebsfähig ist, wurde in den 1950er Jahren im Auftrag des Werbeamts der Deutschen Bundesbahn im Ausbesserungswerk München-Freimann erstellt. Dieser Nachbau diente der Öffentlichkeitsarbeit auf Ausstellungen und Messen. Er steht ebenfalls im DB Museum Nürnberg.

### Sonstige Nachbauten

#### Motorbetriebener Nachbau im Tiergarten Nürnberg

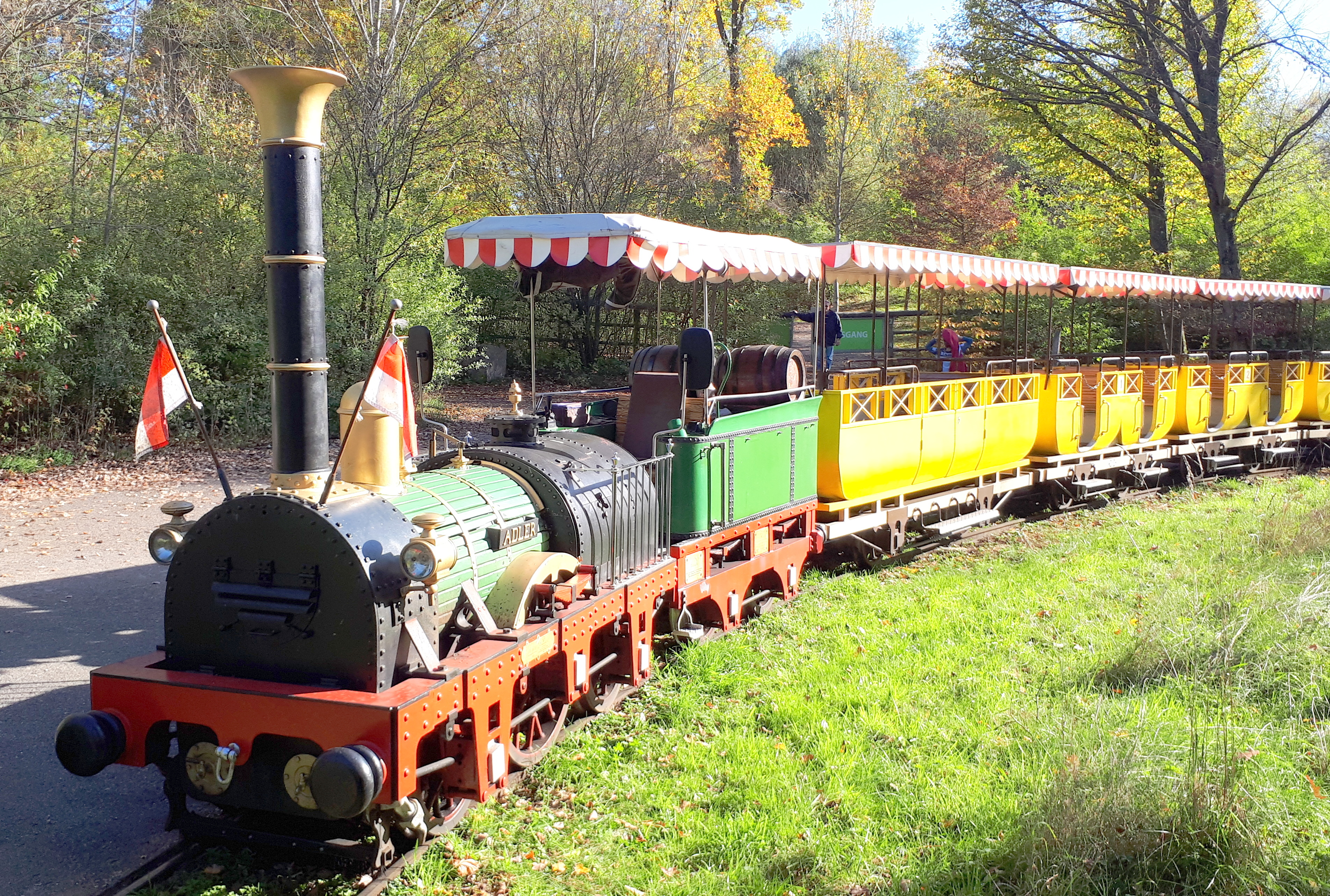
Adler-Nachbau im Nürnberger Tiergarten

Seit 1964 fährt auf der Tiergartenbahn Nürnberg ein dieselbetriebener Nachbau im Maßstab 1:2. Er wurde 1963/1964 von der Lehrlingswerkstatt der MAN gefertigt. Die Bahn startete in der Nähe des Eingangs und pendelte zum Kinderzoo. Im Zuge des Neubaus der Delfinbecken musste diese Strecke 2008 stillgelegt werden. Zwischenzeitlich wurde eine Erweiterung bzw. Verlegung der Strecke realisiert. Sie führt entlang des Giraffengeheges unterhalb der Delfinlagune vorbei bis hin zum Kinderzoo und hat eine Länge von gut einem Kilometer. Nach einer gut dreijährigen Pause steht die Bahn seit 31. März 2012 wieder der Öffentlichkeit zur Verfügung.

#### Dieselmotorbetriebener Nachbau der Görlitzer Parkeisenbahn
Bei der Görlitzer Parkeisenbahn verkehrt ein Nachbau mit einer Spurweite von 600 mm. Bei diesem Nachbau handelt es sich um eine Diesellokomotive.

#### TV-Requisit und Werbeobjekt
Für die TV-Miniserie Der eiserne Weg anlässlich der 150-Jahre-Deutsche-Eisenbahnen-Feier im Jahr 1985 entstand für die Dreharbeiten ein fahrbarer Nachbau. Der Dampf wurde dabei chemisch erzeugt, für den Antrieb sorgte der im Tender verkleidete Vorderwagen eines Renault 5.
Im Rahmen des Stadtjubiläums 1000 Jahre Fürth wurde ein Omnibus mit dem Adler verziert, er machte Werbung für eine Ausstellung, bei der Spenden für den Wiederaufbau gesammelt wurden.

## LokomotiveAdlerauf deutschen Briefmarken und Münzen
In den Briefmarken-Jahrgängen der Reichspost 1935, der Bundespost 1960 und der Deutschen Post 1960 sowie der Bundespost 1985 wurde der Adler zu den Jubiläen „100“, „125“ und „150 Jahre Deutsche Eisenbahn“ gewürdigt. Zum 175. Jahrestag erschien am 11. November 2010 erneut eine Sonderbriefmarke der Deutschen Post AG im Wert von 55 Eurocent mit diesem Motiv und auch eine 10-Euro-Silber-Gedenkmünze der Prägestätte München (D) mit der Randinschrift: Auf Vereinten Gleisen 1835 – 2010.

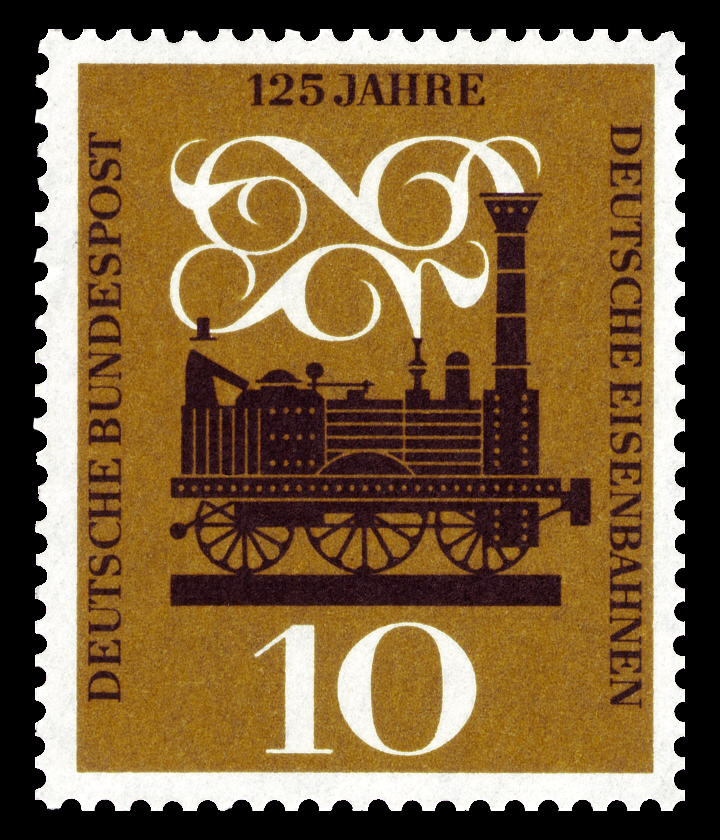
10-Pf-Sondermarke der Deutschen Bundespost (1960), Lokomotive Adler
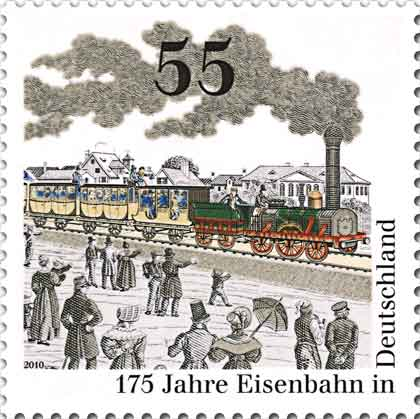
55-Cent-Sondermarke von Deutschland (2010) anlässlich 175 Jahren Eisenbahn in Deutschland